# Liste der Einträge im National Register of Historic Places im Zavala County
Die Liste der Registered Historic Places im Zavala County führt alle Bauwerke und historischen Stätten im texanischen Zavala County auf, die in das National Register of Historic Places aufgenommen wurden.

## Aktuelle Einträge
| Lfd. Nr. | Name im NRHP                 | Bild | Datum der Eintragung | Adresse/Lage                                                                    | Ort          | NRHP-ID  | Beschreibung |
| -------- | ---------------------------- | ---- | -------------------- | ------------------------------------------------------------------------------- | ------------ | -------- | --- |
| 1        | Crystal City Internment Camp |      | 8. Jan. 2014         | Crystal City; Roughly bounded by Airport Dr., Popeye Ln., N. 7th & N.12th Aves. | Crystal CitY | 14000474 | Dieses Gebäude war 1943 errichtet worden und war ein Gefängnis für Deutsche, Italiener und Japaner im Zweiten Weltkrieg. |

Im Zavala County wurde bis heute (Stand: Juli 2018) ein Bauwerk in das National Register of Historic Places aufgenommen.